# Мадарски надписи
Ма̀дарските надписи представляват три текста на гръцки език, изсечени в скалата около Ма̀дарския конник.

## Класификация
Надписите са разделени на Ι (a,b,c и d), II (a и b) и III. Някои участъци са силно повредени и фрагментирани от времето и не позволяват да се извлече смисъл. От превода на останалото става ясно, че всичките са старобългарски и са правени по различно време. Проф. Веселин Бешевлиев в книгата „Първобългари“ твърди, че най-старият надпис към Мадарския релеф е на Тервел и следователно релефът също е създаден тогава. Другите надписи споменават Крум и Омуртаг и вероятно са издълбани по тяхна поръчка.

## Превод[1]
Ic
....при българите ......при Тервел дойде. На носоотрязания император не повярваха моите чичовци в Солунско и отидоха в Кисинските (селища).............негов един ............чрез договор Тервел архонтът на императора даде..........5 хиляди .........(императо-)рът заедно с мене победи добре.
II a и b
 ......жълтици.....той даде ....жълтици архонтът.........войници........архонтът ..........гърците ........каквото ти давах, всяка година ще давам, понеже ми помогна .....всяка година ще даваме и......архонта......императорът.......и Крумесис архонта покани.......архонтът........като разпредели жълтиците започнаха .......това езеро.........направи ......архонт...... развалиха договорите......война.....мир(?).....тогава......име
III
.....беше отхранен (т.е. угостен?) .....развалиха и от бога Омуртаг архонт ......изпрати.......помогни ми........